# Carlos Moyano

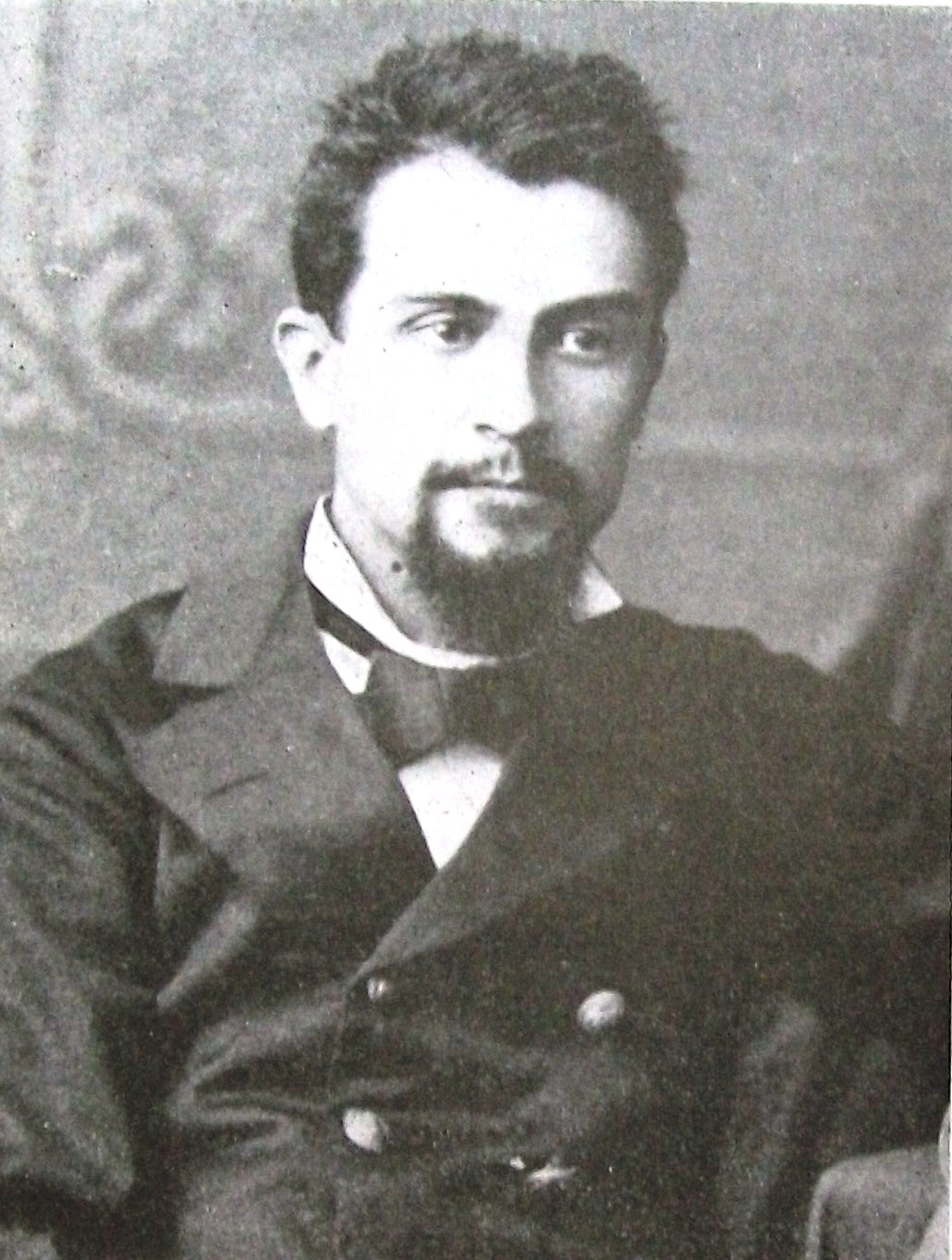
Carlos Moyano

Carlos María Moyano (* 4. November 1854 in Mendoza; † 7. Oktober 1910, in Buenos Aires) war ein argentinischer Marineoffizier und Topograf. Als erster argentinischer Gouverneur der Provinz Santa Cruz, sicherte er die Integration Süd-Patagoniens in das argentinische Hoheitsgebiet durch topografische Arbeiten zur Erkundung bis dahin unbekannter Gebiete, sowie durch Anwerbung und Ansiedlung von Kolonisten.

## Biografie
Carlos María Moyano wurde am 4. November 1854 in Mendoza, Argentinien geboren. Mit 19 Jahren trat er im Rang eines Unteroffiziers in die Kriegsmarine ein. 1876 diente er als Zweiter Offizier auf dem Schoner Santa Cruz.
1877 nahm er als Kartograf und Topograf an der Perito-Moreno-Expedition teil, die das weitestgehend unbekannte Patagonien erkundete. In den folgenden zwei Jahren unternahm er noch an weiteren Erkundungsexpeditionen teil. 1881 präsentierte er Ergebnisse seiner viel beachteten Arbeiten auf einem internationalen Geografiekongress in Venedig. Nach seiner Rückkehr wurde er zum Leiter der Comisión Exploradora de la Patagonia ernannt und in geheimer Mission mit der Aufklärung der argentinisch-chilenischen Grenze zwischen dem Nahuel-Huapi-See bei Bariloche und dem weiter südlich liegenden Lago Argentino beauftragt. Die Ergebnisse seiner topografischen Studien fanden später Eingang in die argentinische Exposition vor dem Londoner Schiedsgericht, vor dem zwischen 1886 und 1902 der Grenzstreit verhandelt wurde. 1883 wurde Moreno in die Gesellschaft der Argentinischen Wissenschaften (Sociedad Científica Argentina) aufgenommen.
Argentinien und Chile hatten sich 1881 in einem Grenzvertrag endgültig darauf geeinigt, dass Patagonien östlich der Anden zu Argentinien gehören sollte. Obwohl sich beide Länder zunächst nicht über den genauen Grenzverlauf einigen konnten, begannen sogleich Bestrebungen die bisher praktisch nicht erschlossenen und noch größtenteils unbekannten Territorien in das jeweilige Hoheitsgebiet einzugliedern. So wurde am 16. Oktober 1884 die Provinz Santa Cruz mit Verwaltungssitz in Puerto Santa Cruz gegründet und Moyano am 25. November 1884 durch Staatspräsident Julio Argentino Roca als erster Gouverneur eingesetzt. Der umtriebige Moyano reiste 1885 zu den britischen Falklandinseln, um dort Kolonisten anzuwerben. Bei dieser Gelegenheit lernte er Ethel Turner, die Nichte des dortigen Gouverneurs kennen, die er dann 1886 heiratete.
Anfang 1887 wurde Moyano zum Fregattenkapitän befördert. Doch schon wenig später dankte er aus gesundheitlichen Gründen ab. In den folgenden Jahren arbeitete er in der Marineführung in Buenos Aires und 1893 bis 1905 im Außenministerium. Am 7. Oktober 1910 verstarb er in Buenos Aires. 1970 wurden seine sterblichen Überreste in ein zu seinen Ehren eingerichtetes Mausoleum in Puerto Santa Cruz umgebettet.